# 6713 Coggie
6713 Coggie è un asteroide della fascia principale. Scoperto nel 1990, presenta un'orbita caratterizzata da un semiasse maggiore pari a 2,3433384 UA e da un'eccentricità di 0,0796390, inclinata di 19,47608° rispetto all'eclittica.